# Angico
Angico là một đô thị thuộc bang Tocantins, Brasil. Đô thị này có diện tích 438,703 km², dân số năm 2007 là 3045 người, mật độ 6,94 người/km².